# Mimasura clara
Mimasura clara là một loài bướm đêm trong họ Noctuidae.